# Nuria Fernández
Pour les articles homonymes, voir Núria (homonymie) et Fernández.
Nuria Fernández Domínguez (née le 16 août 1976 à Lucerne, Suisse) est une athlète espagnole, spécialiste du demi-fond, double championne d'Europe du 1 500 m en 2010 à Barcelone et en 2012 à Helsinki.

## Biographie
En 2010, à près de 34 ans, elle devient la plus âgée des championnes d'Europe du 1 500 mètres, en prenant le meilleur sur Hind Dehiba et Natalia Rodríguez. Initialement 5e de cette même épreuve lors de l'édition suivante à Helsinki 2012, l'Espagnole est déclarée championne d'Europe en mai 2016 après la disqualification des 4 athlètes devant elle lors de la finale, un cas unique dans l'histoire.

## Palmarès
| Date | Compétition                       | Lieu         | Résultat | Épreuve     | Temps          |
| ---- | --------------------------------- | ------------ | -------- | ----------- | -------------- |
| 2001 | Championnats du monde en salle    | Lisbonne     | 7e       | 1 500 m     | 4 min 15 s 37  |
| 2001 | Championnats du monde             | Edmonton     | 12e      | 1 500 m     | 4 min 17 s 86  |
| 2002 | Championnats d'Europe             | Munich       | 8e       | 1 500 m     | 4 min 07 s 11  |
| 2005 | Championnats d'Europe en salle    | Madrid       | 7e       | 1 500 m     | 4 min 12 s 04  |
| 2005 | Jeux méditerranéens               | Almería      | 3e       | 1 500 m     | 4 min 11 s 20  |
| 2008 | Finale mondiale                   | Stuttgart    | 6e       | 1 500 m     | 4 min 08 s 24  |
| 2009 | Championnats d'Europe en salle    | Turin        | 4e       | 3 000 m     | 8 min 49 s 49  |
| 2009 | Championnats d'Europe par équipes | Leiria       | 1re      | 1 500 m     | 4 min 08 s 00  |
| 2009 | Championnats du monde             | Berlin       | 4e       | 1 500 m     | 4 min 04 s 91  |
| 2009 | Championnats d'Europe de cross    | Dublin       | 3e       | Par équipes | 58 pts         |
| 2010 | Championnats ibéro-américains     | San Fernando | 1re      | 1 500 m     | 4 min 05 s 71  |
| 2010 | Championnats d'Europe             | Barcelone    | 1re      | 1 500 m     | 4 min 00 s 20  |
| 2010 | Championnats d'Europe de cross    | Albufeira    | 3e       | Par équipes | 72 pts         |
| 2011 | Championnats d'Europe en salle    | Paris        | 2e       | 1 500 m     | 4 min 14 s 04  |
| 2012 | Championnats d'Europe             | Helsinki     | 1re      | 1 500 m     | 4 min 08 s 80  |
| 2014 | Championnats d'Europe             | Zurich       | 5e       | 5 000 m     | 15 min 35 s 59 |
| 2017 | Championnats d'Europe en salle    | Belgrade     | 10e      | 3 000 m     | 9 min 05 s 17  |
| 2017 | Championnats d'Europe par équipes | Lille        | 5e       | 3 000 m     | 9 min 03 s 40  |

## Records
| Épreuve | Épreuve   | Temps              | Lieu      | Date              |
| ------- | --------- | ------------------ | --------- | ----------------- |
| 800 m   | Plein air | 2 min 00 s 35      | Rovereto  | 10 septembre 2008 |
| 800 m   | En salle  | 2 min 04 s 60      | Valence   | 27 février 1998   |
| 1 500 m | Plein air | 4 min 00 s 20      | Barcelone | 1er août 2010     |
| 1 500 m | En salle  | 4 min 01 s 77 (NR) | Valence   | 14 février 2009   |
| Mile    | Plein air | 4 min 21 s 13 (NR) | Rieti     | 7 septembre 2008  |
| 3 000 m | Plein air | 8 min 38 s 05      | Huelva    | 9 juin 2010       |
| 3 000 m | En salle  | 8 min 49 s 49      | Turin     | 8 mars 2009       |
| 5 000 m | Plein air | 15 min 24 s 17     | Huelva    | 3 juin 2016       |